# Leucauge quadrifasciata
Leucauge quadrifasciata là một loài nhện trong họ Tetragnathidae.
Loài này thuộc chi Leucauge. Leucauge quadrifasciata được miêu tả năm 1890 bởi Thorell.